# Толбагинське сільське поселення
Толба́гинське сільське поселення (рос. Толбагинское сельское поселение) — сільське поселення у складі Петровськ-Забайкальського району Забайкальського краю Росії.
Адміністративний центр та єдиний населений пункт — село Толбага.

## Населення
Населення сільського поселення становить 480 осіб (2019; 507 у 2010, 638 у 2002).